# Actinia bermudensis
Actinia bermudensis är en havsanemonart som först beskrevs av McMurrich 1889.  Actinia bermudensis ingår i släktet Actinia och familjen Actiniidae. Inga underarter finns listade i Catalogue of Life.